# The Great Pretender
"The Great Pretender" és una cançó d'estil pop enregistrada per The Platters, amb Tony Williams com a cantant principal, i que aparegué com a single el 3 de novembre de 1955. La lletra i la música són obra de Buck Ram, el mànager dels Platters i el productor. The Great Pretender arribà a la posició 1 tant en R&B com en pop charts el 1956. El 2004, es va votar aquesta cançó com la 351 entre les The 500 Greatest Songs of All Time per la revista Rolling Stone.

## Versió de Freddie Mercury
Aquesta cançó va ser popularitzada l'any 1987 per Freddie Mercury, líder de Queen. La versió de Freddie arribà al nº 4 de la llista UK Singles Chart. El seu video musical d'aquesta cançó va ser dels seus videos més coneguts, va ser dirigit per David Mallett el febrer de 1987. Mercury es va afaitar el bigoti que el caracteritzava des de 1980.